# Gredine
Gredine su naseljeno mjesto u općini Bugojno, Federacija Bosne i Hercegovine, BiH.

## Stanovništvo

### 1991.
Nacionalni sastav stanovništva 1991. godine, bio je sljedeći:
ukupno: 48
- Hrvati - 23 (47,91%)
- Srbi - 23 (47,91%)
- Jugoslaveni - 2 (4,18%)

### 2013.
Nacionalni sastav stanovništva 2013. godine, bio je sljedeći:
ukupno: 13
- Bošnjaci - 13 (100%)